# 법, 입법, 그리고 자유
《법, 입법 그리고 자유》(Law, Legislation and Liberty)는 노벨상 수상자이자 정치 철학자인 프리드리히 하이에크의 세 권으로 된 저작이다. 이 책에서 《노예의 길》, 《자유헌정론》 및 기타 저작물에서 논의한 철학적 원칙을 더욱 발전시킨다. 이 책은 하이에크의 이전 작업보다 더 추상적이다. 만들어진 질서("탁시스")와 창발적 시스템, 성장한 질서("코스모스")를 대조시킨다. 이러한 아이디어는 두 가지 다른 형태의 법, 즉 사회적 상호 작용의 창발적인 속성의 법("노모스")와 입법("테시스")와 연결된다.

## 같이 보기
- 법철학